# Inmigración boliviana en España

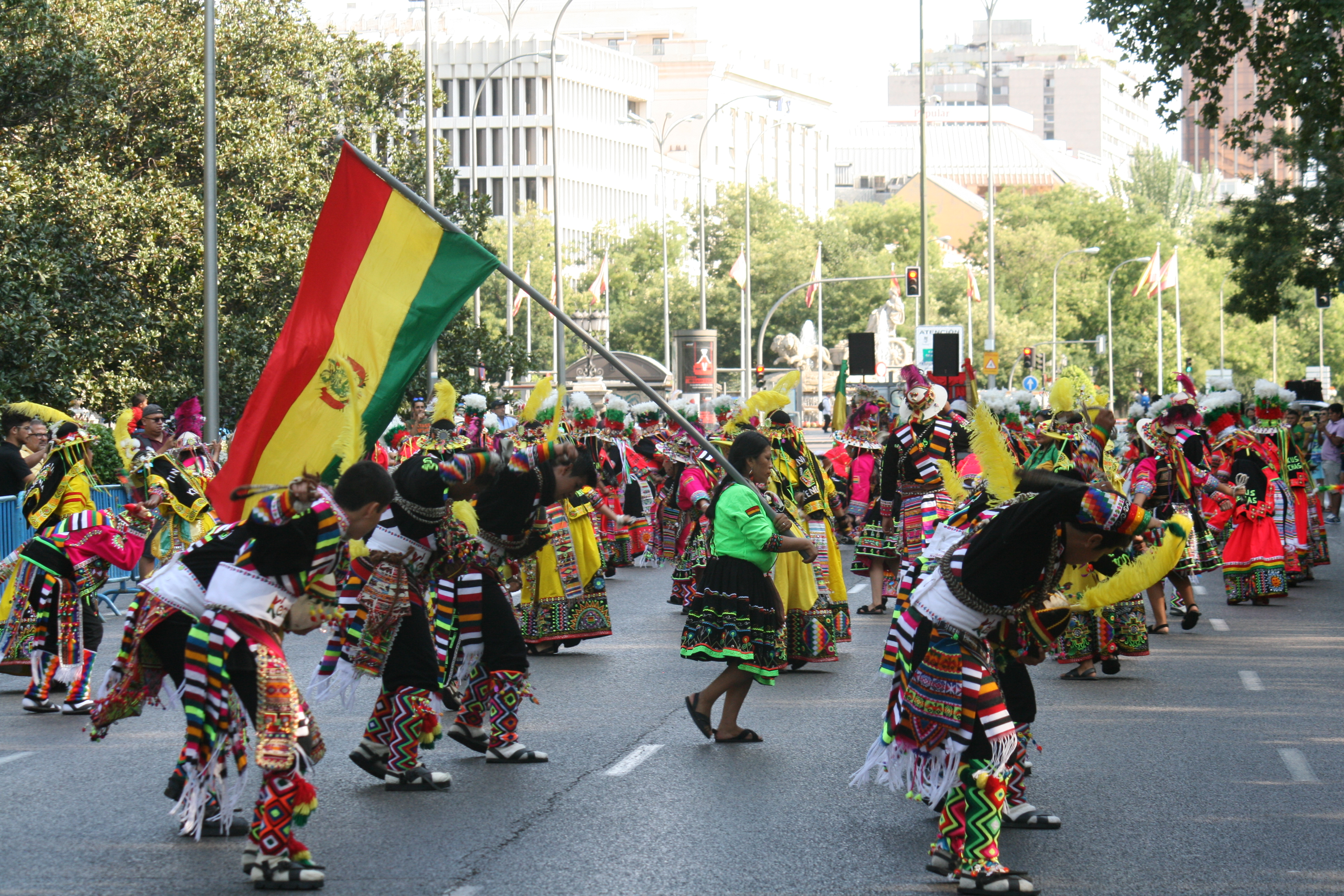
La colectividad boliviana en España celebra su fiesta en honor a la Virgen de Urkupiña en el paseo del Prado de Madrid (2018)

La inmigración boliviana en España conforma la comunidad más numerosa de bolivianos en Europa y la segunda mayor congregación de los mismos en el mundo entero, fuera de su país originario (la primera reside en Argentina). Está integrada principalmente por aquellos ciudadanos provenientes de La Paz y Cochabamba,[cita requerida] el cual se encuentra compuesto en su mayoría por indígenas de lengua quechua y aymara. Se desempeñan principalmente como comerciantes de artesanías y productos textiles. La población de origen boliviano se concentra principalmente en las comunidades autónomas de Cataluña y Madrid, aunque hay importantes comunidades en todo el país. 
Entre 2002 y 2008 el número de bolivianos en España se incrementó de 13 517 a 239 942.
La crisis económica internacional iniciada en 2008 afectó a la población inmigrante en España, y la magnitud de la colonia boliviana decreció de forma notable debido al retorno masivo de ciudadanos bolivianos desde suelo español, ya sea de manera voluntaria o por deportación de quienes se encuentran en situación de inmigración irregular, sin embargo, continúa siendo la comunidad de bolivianos más numerosa fuera de América y la más numerosa en Europa.